# إيرين كيويستا
إيرين كيويستا (بالإسبانية: Irene Cuesta)‏ هي نبالة إسبانية، ولدت في 13 سبتمبر 1983 في غرناطة في إسبانيا.